# 大住村
大住村（おおすみむら）は、京都府綴喜郡にあった村。現在の京田辺市の北端にあたる。

## 地理
- 河川：木津川

## 歴史
- 1889年（明治22年）4月1日 - 町村制の施行により、大住村・松井村の区域をもって発足。
- 1951年（昭和26年）4月1日 - 田辺町に編入。同日大住村廃止。

## 交通

### 鉄道路線
現在は旧村域にJR片町線の大住駅（1952年開業）・松井山手駅が所在するが、当時は未開業。

### 道路
- 指定府道八幡田辺線

現在は旧村域を新名神高速道路・京奈和自動車道が通過し、京奈和自動車道の田辺北インターチェンジが所在するが、当時は未開通。